# Oberwittelsbach
Oberwittelsbach ist ein Pfarrdorf und Stadtteil von Aichach im Landkreis Aichach-Friedberg, der zum Regierungsbezirk Schwaben in Bayern gehört. In der Gemarkung Oberwittelsbach liegt auch die Einöde Wöresbach.

## Geographie
Oberwittelsbach liegt im Donau-Isar-Hügelland und damit im Unterbayerischen Hügelland, das zum Alpenvorland, einer der Naturräumlichen Haupteinheiten Deutschlands, gehört.
Oberwittelsbach liegt circa dreieinhalb Kilometer östlich der Stadtmitte von Aichach, Wöresbach östlich von Oberwittelsbach.
Oberwittelsbach ist lediglich durch Ortsverbindungsstraßen mit den Nachbarorten verbunden.

## Geschichte
Die Kuratie Maria vom Siege in Oberwittelsbach und Wöresbach gehört zur katholischen Pfarrei Mariä Himmelfahrt in Aichach.
Am 1. Juli 1972 wurde die bis dahin im Landkreis Aichach selbstständige Gemeinde Oberwittelsbach mit ihrem Ortsteil im Zuge der Gebietsreform in Bayern dem neugegründeten Landkreis Aichach-Friedberg zugeschlagen. Am 1. Januar 1978 erfolgte die Eingemeindung in die Stadt Aichach.

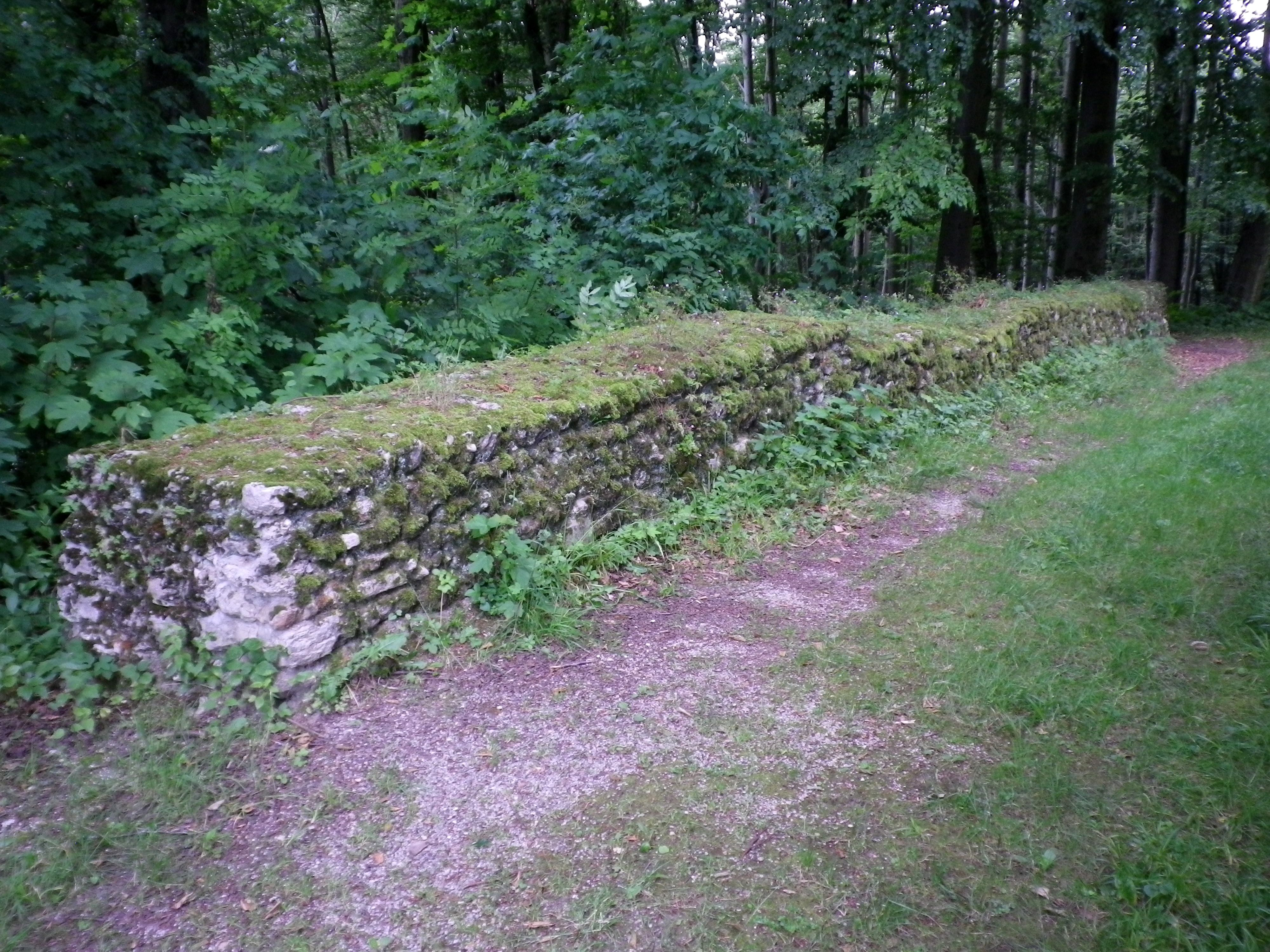
Reste der Burg Wittelsbach

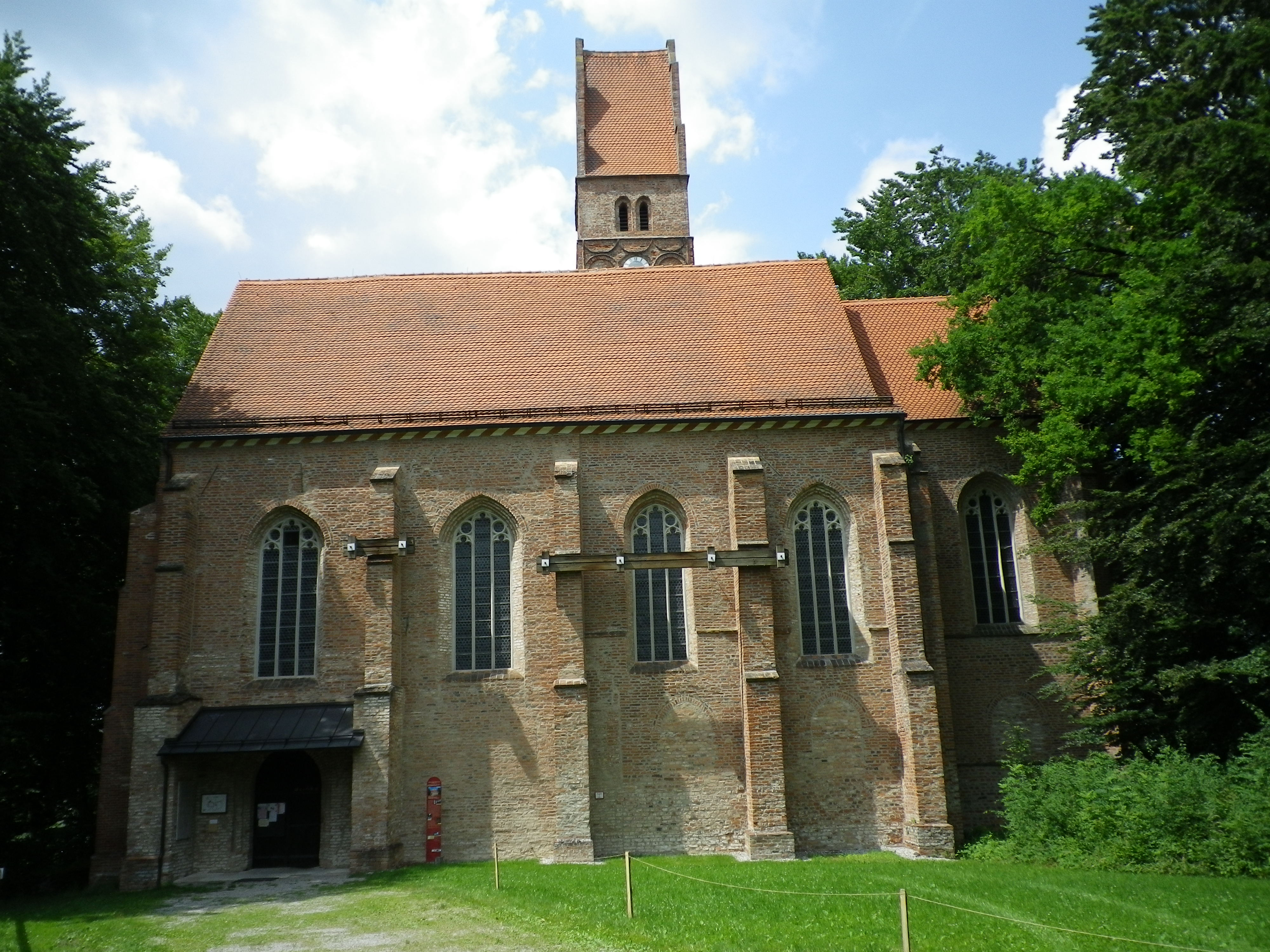
Kirche Beatae Mariae Virginis

## Sehenswürdigkeiten
Bekannt ist Oberwittelsbach durch die Burg Wittelsbach, die als Stammburg der Wittelsbacher gilt. An der Stelle der ehemaligen Veste steht heute die Katholische Filialkirche Maria vom Siege. Nordwestlich davon liegt der Burgstall Klingenberg.

## Bodendenkmäler
Siehe: Liste der Bodendenkmäler in Aichach

## Ehrenbürger
Siehe auch: Liste der Ehrenbürger von Aichach
- Bruno Bayer (* 10. August 1891 in Neuhausen bei Esslingen; † 2. April 1962), Benefiziumsvikar (Verleihung am 12. August 1956)